# سوپر جام اروپا ۱۹۷۳

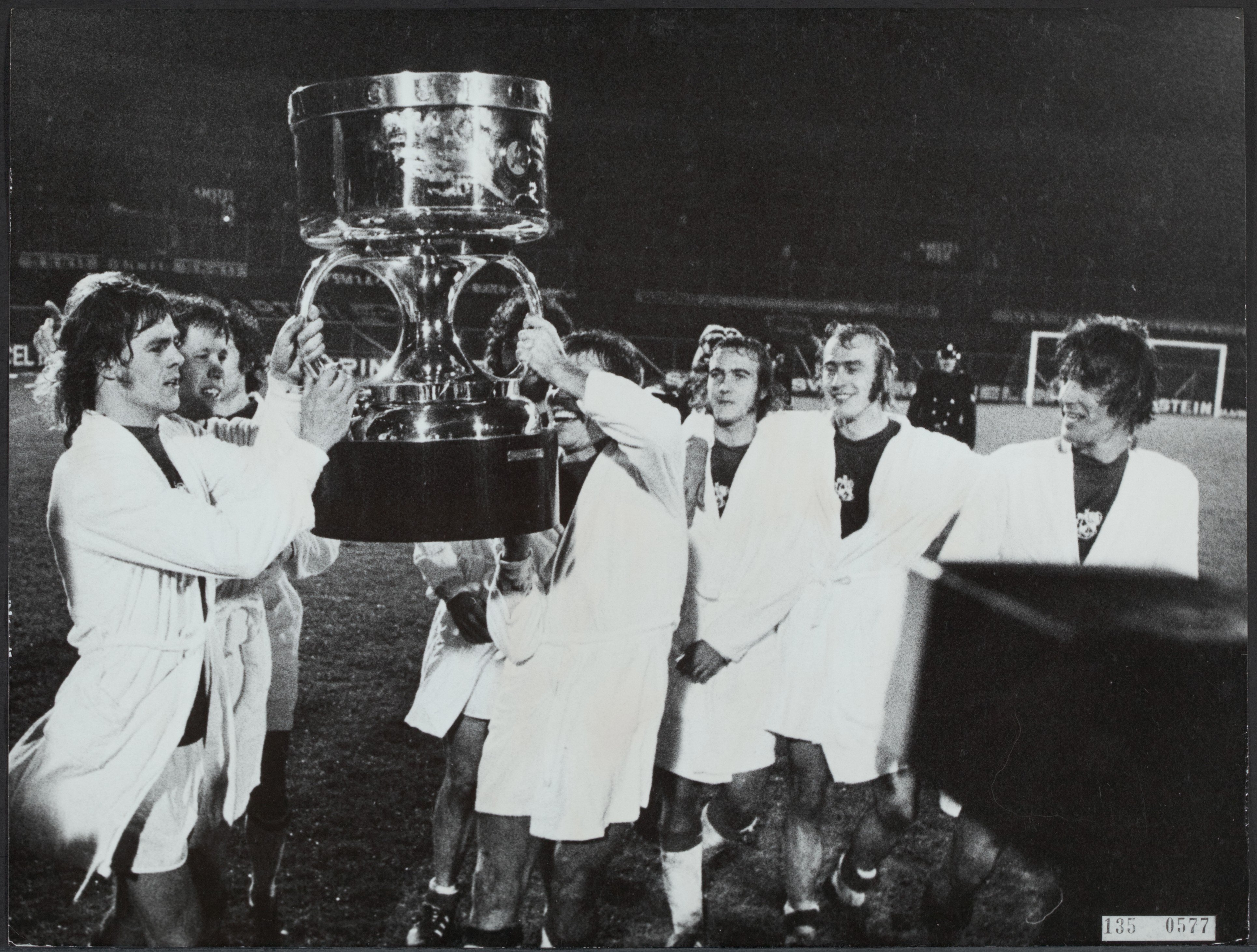
قهرمانی آژاکس در فینال سوپر جام اروپا ۱۹۷۳

فینال سوپر جام اروپا ۱۹۷۳، رقابت پایانی سوپر جام اروپا است که مابین دو تیم باشگاه فوتبال آژاکس و باشگاه فوتبال آ.ث. میلان برگزار شده‌است.
این مسابقه که در تاریخ‌های ۹ ژانویه ۱۹۷۴ و ۱۶ ژانویه ۱۹۷۴ انجام شده‌است در مجموع با نتیجه ۶ بر ۱ به سود باشگاه فوتبال آژاکس به پایان رسید.